# Parawixia dehaani quadripunctigera
Parawixia dehaani là một phân loài nhện trong họ Araneidae.
Loài này thuộc chi Parawixia. Parawixia dehaani quadripunctigera được Embrik Strand miêu tả năm 1911.